# Ошейник
Оше́йник — изделие в виде кольца из кожи, ткани, металла, пластмассы и т. п. с застежкой, надеваемое на шею животному для ограничения подвижности, идентификации или украшения. Для ограничения перемещений к ошейнику может прикрепляться поводок или цепочка.

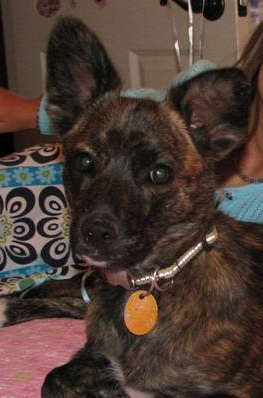
собака с ошейником и жетоном с адресом и телефоном хозяина

Ошейник является свидетельством того, что собака имеет дом, не подлежит истреблению. На ошейник может крепиться жетон (железная табличка) с указанием адреса и телефона хозяина.
В современной жизни используется в основном владельцами собак (реже кошек) для выгуливания питомцев. Ошейники домашних животных могут быть декорированы. Существуют также специальные электрошоковые ошейники, которые применяются для дрессировки, обучения и контроля послушания собак.
Для дрессировки также используется такой вид ошейников, как хед-халти (недоуздок), являющийся адаптацией недоуздка для лошадей. Он позволяет контролировать положение головы и направление взгляда собаки, а также помогает отучить собаку тянуть на поводке.
Для воспитания послушания у собак применяют строгий ошейник (парфорс) или ошейник-удавку.
Для защиты пастушьих собак от волков и других хищников применяют специальный ошейник с шипами наружу.
Ошейник применяется также вместе с намордником.

Ошейники также используются людьми как атрибут БДСМ-субкультуры.

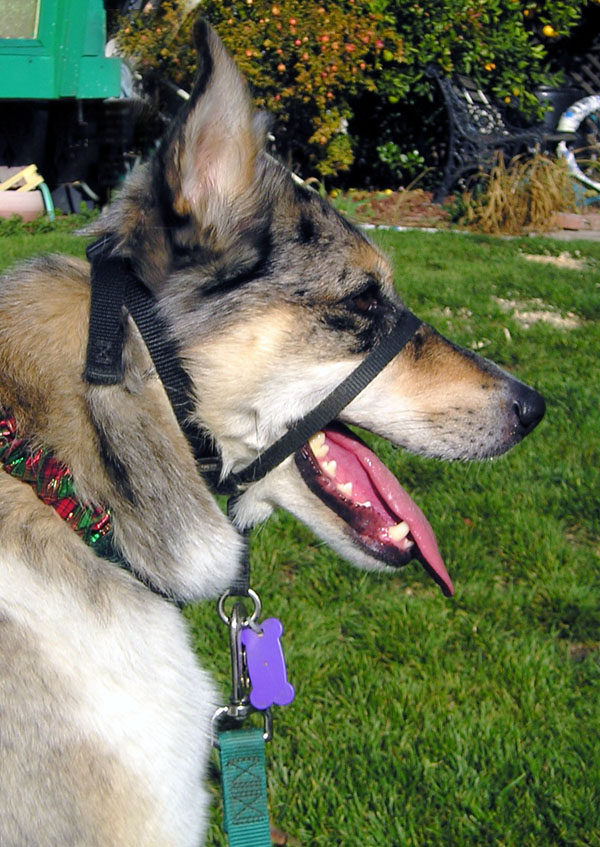
Собака в недоуздке
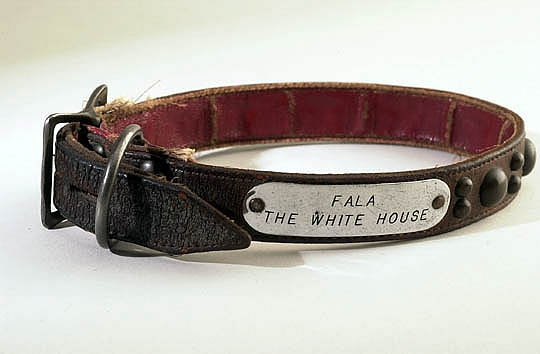
Кожаный ошейник для собак с пришитой именной табличкой
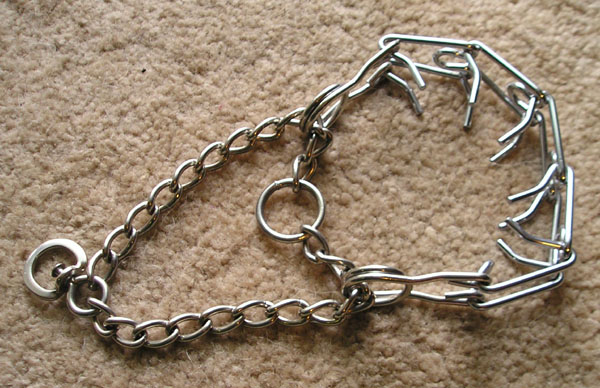
Строгий ошейник
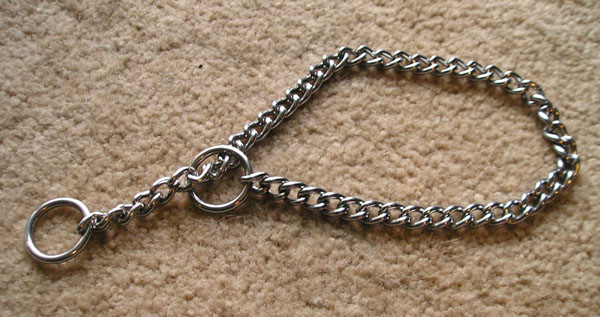
Ошейник-удавка
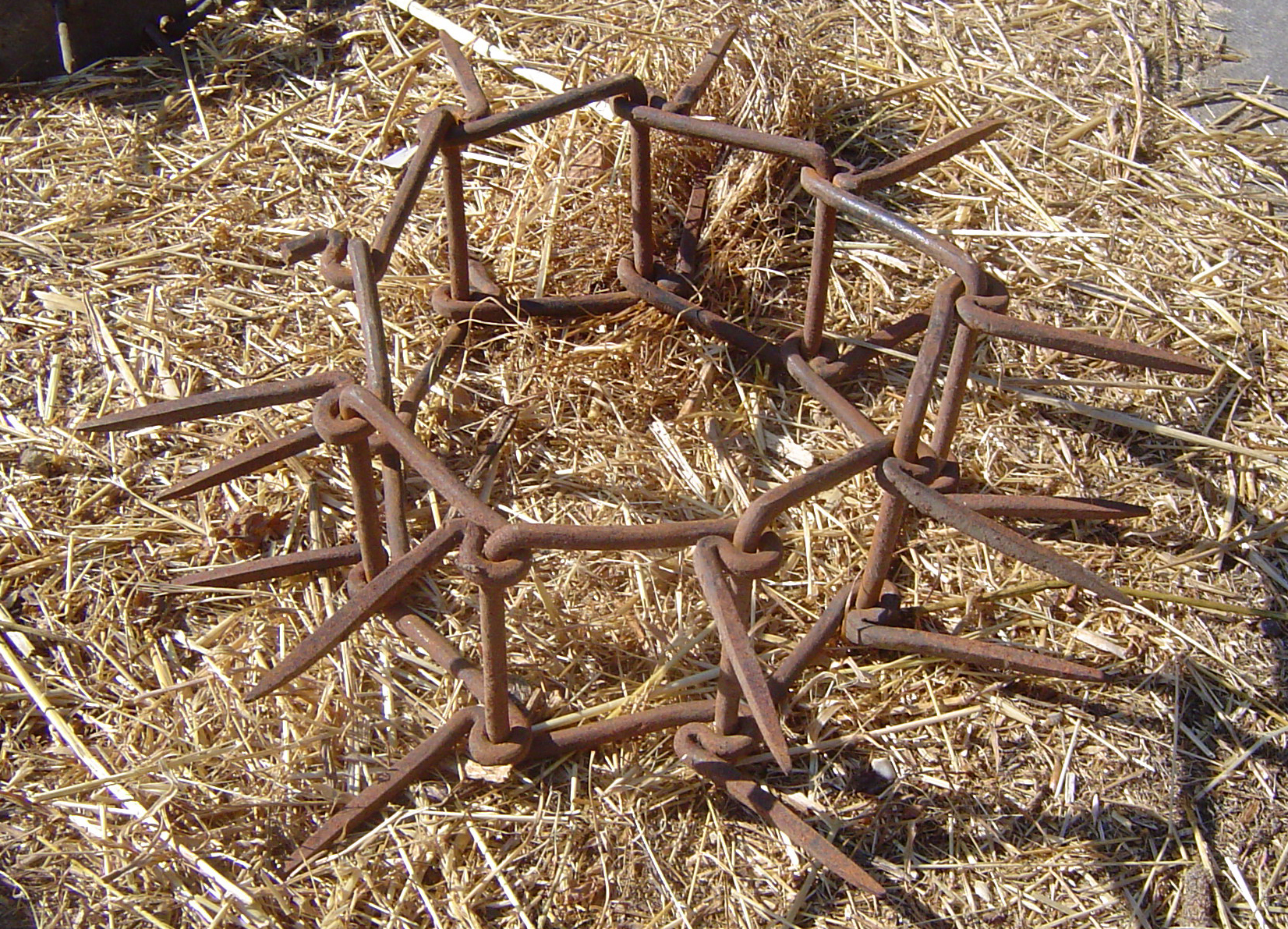
Ошейник для защиты собаки от волков и других хищников